# Győző Határ
Győző Határ, född 1914, död 2006, var en ungersk författare, ansedd som en av de främsta av de ungerska avantgardisterna.
Határ blev 1943 dömd för antinazistisk verksamhet och fängslades 1950 av kommunisterna. Från 1956 var han bosatt i London. Hans dikter, romaner och avhandlingar är svårtillgängliga och bygger på ett historiskt och existentialistiskt synsätt. Av hans verk kan nämnas Heliane (1947), Pantarbesz (1966), Intra muros (19678) och Antisumma (1983).